# Candeias (futebolista)
Daniel João Santos Candeias ou simplesmente Candeias é um jogador de futebol português, nascido a 25 de Fevereiro de 1988, natural de Fornos de Algodres, distrito da Guarda. 
Jogador com uma enorme velocidade e força física, começou a jogar pelo Fornos de Algodres onde o seu talento não passou despercebido e foi transferido com 14 anos para o Futebol Clube do Porto. Jogou em todas as equipas do futebol de formação do Porto tendo recebido o prémio de melhor jogador europeu sub 15 num torneio organizado pela nike. Além de todos os feitos pelo Futebol Clube do Porto, é presença assidua em todos os escalões das Selecções de Esperanças de Portugal onde se exibe sempre com distinção e onde conta já com 49 intercionalizações e 20 golos. Foi internacional sub-19 por Portugal no Europeu na Austria onde se exibiu a bom nível. Jogou esta época, emprestado pelo FC Porto, no Varzim Sport Club onde completou a sua primeira época como senior. Quase sempre titular no Varzim fez uma grande época e foi ainda o melhor jogador da final da Taça da Liga Intercalar onde marcou o golo da vitória. Recebeu ainda o prémio de melhor jogador jovem da Liga Vitalis no mês de Março.
Esteve ao serviço do Rio Ave de Portugal por empréstimo do Futebol Clube do Porto, detentor do seu passe, envolvido no negócio da contratação de Miguel Lopes.
No início da época 2009/2010 foi anunciado o seu empréstimo ao Recreativo, do campeonato espanhol.
Depois de 3 anos no Clube Desportivo Nacional de Portugal acaba de assinar pelo Sport Lisboa e Benfica.